# Nob Hill (filme)
Nob Hill é um filme estadunidense de 1945 dirigido por Henry Hathaway, e estrelado por George Raft e Joan Bennett.

## Produção
O roteiro do filme é baseado num conto de Eleanore Griffin intitulado Crocus Hill. Em 1943, Harry Sherman comprou os direitos para o cinema, a fim de lançá-lo pela United Artists. Sherman, no entanto, vendeu os direitos para a Twentieth Century-Fox em setembro daquele ano. Alguns atores foram considerados pelo estúdio para o papel de "Tony Angelo", esses incluem Brian Donlevy, Michael O'Shea, James Cagney e Fred MacMurray. As atrizes Merle Oberon e Lynn Bari foram consideradas para o papel de "Sally Templeton". Gregory Ratoff foi originalmente escaldo para dirigir o filme.

## Elenco
- George Raft ... Tony Angelo
- Joan Bennett ...Harriet Carruthers
- Vivian Blaine ...Sally Templeton
- Peggy Ann Garner ...Katie Flanagan
- Alan Reed ...Jack Harrigan
- B.S. Pully ...Joe
- Edgar Barrier ...Lash Carruthers